# Guglielmo Piazza
Guglielmo Piazza (... – Milano, 1º agosto 1630)  fu un cittadino milanese condannato a morte dalle autorità spagnole con l'accusa di essere un untore durante la grande peste che colpì Milano nel 1630.
Piazza era un ex cardatore, che divenne  Commissario di Sanità del Ducato di Milano nel periodo in cui la città fu afflitta dall'epidemia che Alessandro Manzoni descrisse poi nel romanzo I promessi sposi.

## Biografia
Durante uno dei suoi giri d'ispezione, nel corso dei quali egli prendeva appunti sulla condizione degli edifici rimasti vuoti o sulle condizioni di salute delle persone, Piazza fu avvistato, venerdì 21 giugno, da un'abitante del quartiere, Caterina Trocazzani Rosa, mentre camminava vicino al muro di un edificio appoggiandovisi con la mano. Era un giorno di pioggia e Piazza (sottoposto più avanti ad interrogatorio) spiegò che camminava rasente il muro per ripararsi sotto lo spiovente del tetto, ma non fu creduto. Si pensò invece che egli con la mano stesse spargendo sull'edificio qualche tipo di sostanza venefica (un "onto pestifero").
Occorre dire che proprio quel venerdì molti muri, porte e catenacci delle case del quartiere erano stati trovati imbrattati con una sostanza di natura sconosciuta, fatto questo che aveva causato grande allarme in una popolazione già provata dalla sempre crescente gravità della pestilenza che mieteva centinaia di vittime al giorno.

### Il processo
Guglielmo Piazza fu subito individuato e incriminato. Sottoposto a tortura, finì per confessare di avere davvero unto i muri con una sostanza venefica che gli era stata ceduta da un barbiere di nome Gian Giacomo Mora. Anche questi fu arrestato e sottoposto a tortura. Entrambi gli accusati, portati al limite della sopravvivenza con l'uso dei "tormenti" in reiterati e pesantissimi interrogatori, fecero poi altri nomi coinvolgendo quindi diverse persone nel loro caso giudiziario.

### L'esecuzione
Guglielmo Piazza (insieme con Mora e molti altri) fu infine giudicato colpevole e condannato alla pena capitale. Posto su di un carro insieme con Mora, fu portato per le vie di Milano al luogo dell'esecuzione (l'attuale piazza Vetra) e durante il percorso venne attanagliato con pinze roventi, gli fu mozzata la mano destra, ed infine fu sottoposto al supplizio della ruota, durante il quale gli vennero rotte tutte le ossa e fu poi piegato tra i raggi della ruota stessa ed esposto al pubblico per sei ore, dopo le quali fu finalmente ucciso con il taglio della gola. Il suo corpo fu poi bruciato e le ceneri disperse nel Canale Vetra che scorreva poco distante.
Il fatto venne ricordato con una lapide posta su di un edificio a fianco della barberia (e casa) del Mora. Quest'ultima fu invece distrutta ed al suo posto eretta una colonna (detta "infame") a memoria dell'episodio. La colonna fu poi demolita nel 1778 mentre la lapide è tuttora visibile nel Castello Sforzesco. Sul frontespizio della sentenza con la quale Piazza, Mora e gli altri furono condannati compare come raffigurazione del principale colpevole della pestilenza, il ritratto di un uomo chiamato Aldrui D'Orsa, a noi rimasto per il resto sconosciuto, in quanto non è menzionato da nessuno di coloro che studiarono successivamente il caso.

## Citazioni
I nomi di Piazza e di Mora sono citati da Alessandro Manzoni nel romanzo I promessi sposi e nel saggio storico Storia della colonna infame.